# Rieczica (rejon poczepski)
Rieczica (ros. Речица) – osiedle w Rosji, w obwodzie briańskim, w rejonie poczepskim. W 2010 liczyło 2227 mieszkańców.